# Сундур
Сунду́р (рос. Сундур) — присілок в Ігринському районі Удмуртії, Росія.

## Населення
Населення — 536 осіб (2010; 540 в 2002).
Національний склад станом на 2002 рік:
- удмурти — 89 %

## Урбаноніми[3]
- вулиці — Виробнича, Володарського, Джерельна, Жовтнева, Колгоспна, Леніна, Молодіжна, Польова, Промислова, Сільська, Тімірязєва, Трактова
- провулки — Ковальський